# Paraseuratoides acuminicauda
Paraseuratoides acuminicauda ist eine Spulwurmart und einzige Vertreterin der Gattung Paraseuratoides. Sie ist ein Parasit im Darm von Süßwasserfischen in China.

## Merkmale
Paraseuratoides ist fadenförmig mit glatter Kutikula. Das Stumpf abgerundete Vorderende trägt sechs Kopfpapillen. Die kleine Mundhöhle ist ohne Zähne, der Ösophagus undeutlich in Muskel- und Drüsenteil gegliedert. Männchen haben einen spitzen Schwanz und schmale Kaudalflügel. Es gibt vier Paare von gestielten Kaudalpapillen vor der Kloake und sieben hinter ihr. Die Spicula sind ungleich, ein Gubernaculum vorhanden. Weibchen haben einen konischen Schwanz. Die Vulva liegt in der hinteren Körperhälfte, die beiden Uteri liegen sich gegenüber (opisthodelphisch).
Weibchen von Paraseuratoides acuminicauda sind 6,14 mm lang und 0,128 mm dick, Männchen 4,08–5,2 × 0,122 mm. Das längere Spiculum ist 228 bis 230 µm lang, das kürzere 77 bis 80 µm. Die Eier sind 60–86 × 52–54 µm groß.